# Persone di nome Mamadou/Calciatori
| Questa pagina contiene informazioni ricavate automaticamente dalle voci biografiche con l'ausilio del template Bio e di un bot. L'aggiornamento è periodico e automatico e ricostruisce completamente la pagina. Se manca una persona in questa lista, sei pregato di non aggiungerla, ma accertati piuttosto che la sua voce biografica contenga il template Bio e che i dati anagrafici siano correttamente compilati. Se il template Bio manca, inseriscilo tu stesso o, in alternativa, metti l'avviso {{tmp\|Bio}} che ne segnala la mancanza. Se i dati riportati sono sbagliati, correggi direttamente la voce biografica; le modifiche saranno visibili in questa lista entro pochi giorni. Per chiarimenti vedi il progetto antroponimi. La lista contiene solo le 54 persone che sono citate nell'enciclopedia e per le quali è stato implementato correttamente il template Bio. Pagina aggiornata al 6 giu 2025. |

Questa è una lista di persone presenti nell'enciclopedia che hanno il nome Mamadou e sono calciatori.

## B(4)
- Mamadou Bagayoko, ex calciatore maliano (Parigi, n. 1979)
- Mamadou Bagayoko, calciatore ivoriano (Abidjan, n. 1989)
- Mamadou Diouldé Bah, calciatore guineano (Conakry, n. 1988)
- Mamadou Bah, ex calciatore singaporiano (Singapore, n. 1979)

## C(5)
- Mamadou Lamine Camara, calciatore senegalese (Dakar, n. 2003)
- Mamadou Camara, calciatore maliano (Aubervilliers, n. 2001)
- Mamadou Coulibaly, ex calciatore ivoriano (Bouaké, n. 1980)
- Mamadou Coulibaly, calciatore senegalese (Thiès, n. 1999)
- Mamadou Coulibaly, calciatore francese (Parigi, n. 2004)

## D(13)
- Mamadou Danso, ex calciatore gambiano (Serekunda, n. 1983)
- Mamadou Diakhon, calciatore francese (Strasburgo, n. 2005)
- Mamadou Diakité, ex calciatore francese (Rosny-sous-Bois, n. 1985)
- Mamadou Diallo, ex calciatore senegalese (Dakar, n. 1971)
- Mamadou Diallo, ex calciatore maliano (Bamako, n. 1982)
- Mamadou Alimou Diallo, calciatore guineano (Conakry, n. 1984)
- Mamadou Diallo, calciatore senegalese (Yeumbeul, n. 1994)
- Jean-Luc Dompé, calciatore francese (Arpajon, n. 1995)
- Mamadou Diarra, calciatore senegalese (Dakar, n. 1997)
- Mamadou Diawara, calciatore francese (Clermont-Ferrand, n. 1989)
- Mamadou Diop, calciatore mauritano (Guédiawaye, n. 2000)
- Mamadou Doumbia, ex calciatore ivoriano (Abidjan, n. 1980)
- Mamadou Doumbia, calciatore maliano (n. 2006)

## F(3)
- Mamadou Fall, calciatore senegalese (n. 1991)
- Mamadou Faye, ex calciatore senegalese (Dakar, n. 1967)
- Mamadou Fofana, calciatore maliano (Bamako, n. 1998)

## G(1)
- Lamine Gueye, calciatore senegalese (M'bour, n. 1999)

## K(3)
- Mamadou Kané, calciatore guineano (Conakry, n. 1997)
- Mamadou Koné, calciatore ivoriano (Bingerville, n. 1991)
- Mamadou Koné, ex calciatore burkinabé (n. 1974)

## M(5)
- Mamadou Maiga, calciatore maliano (Bamako, n. 1995)
- Mamadou Mbacke, calciatore senegalese (Rufisque, n. 2002)
- Mamadou Mbaye, calciatore senegalese (Saint-Louis, n. 1998)
- Mamadou Mbodj, calciatore senegalese (Dakar, n. 1993)
- Moustapha Mbow, calciatore senegalese (Guédiawaye, n. 2000)

## N(5)
- Mame N'Diaye, ex calciatore senegalese (Thiès, n. 1986)
- Mamadou N'Diaye, calciatore senegalese (Thiès, n. 1995)
- Loum N'Diaye, calciatore senegalese (Dakar, n. 1996)
- Mamadou Niang, ex calciatore senegalese (Matam, n. 1979)
- Mamadou Niass, calciatore mauritano (Nouakchott, n. 1994)

## O(1)
- Obbi Oularé, calciatore belga (Waregem, n. 1996)

## S(9)
- Mamadou Sakho, calciatore francese (Parigi, n. 1990)
- Mamadou Samassa, ex calciatore francese (Montfermeil, n. 1986)
- Mamadou Samassa, calciatore francese (Montreuil, n. 1990)
- Mamadou Sangare, calciatore maliano (Bamako, n. 2002)
- Mamadou Sané, calciatore senegalese (Kandialang, n. 2005)
- Mamadou Sarr, calciatore francese (Martigues, n. 2005)
- Mamadou Sylla Diallo, calciatore senegalese (Kédougou, n. 1994)
- Mamadou Sylla, ex calciatore senegalese (n. 1975)
- Kaly Sène, calciatore senegalese (Dakar, n. 2001)

## T(3)
- Mamadou Tall, ex calciatore ivoriano (Attecoubé, n. 1982)
- Mamadou Thiam, calciatore francese (Aubervilliers, n. 1995)
- Mamadou Tounkara, calciatore maliano (Parigi, n. 2001)

## W(1)
- Mamadou Wagué, ex calciatore francese (Saint-Brieuc, n. 1990)

## Z(1)
- Mamadou Zongo, ex calciatore burkinabé (Bobo-Dioulasso, n. 1980)